# Wiatrak holenderski w Nowym Worowie
Wiatrak holenderski w Nowym Worowie – zabytkowy holenderski wiatrak zbożowy (a właściwie jego ruiny) znajdujący się we wsi Nowe Worowo w gminie Złocieniec (województwo zachodniopomorskie). Został wpisany do rejestru zabytków nieruchomych 12 lutego 1996 roku.
Wybudowany został w XIX wieku. Obecnie jest własnością prywatną.